# Сулейман аль-Мустаин
Сулейма́н (аль-Мустаин Абу Айуб Сулайман ибн Хакам, араб. سليمان الثاني‎, умер в 1016) — халиф Кордовы (1009—1010, 1013—1016), правнук Абд ар-Рахмана III, представитель династии Омейядов.

## Биография
В первый раз берберы провозгласили Сулеймана кордовским халифом в 1009 году, но он пробыл в этом качестве недолго. В следующем году он потерпел поражение в сражении при Акбат аль-Бакре и бежал из Кордовы на юг в Альхесирас. При поддержке контингентов берберских племен по другую сторону Гибралтарского пролива он вел борьбу за престол до 9 мая 1013 года, когда занял столицу Кордову, став, после убийства Хишама II, халифом.
Однако его власть ограничивалась лишь окрестностями Кордовы, так как повсюду наместники-эмиры объявляли о своей независимости. Тогда же с претензиями на престол выступил правитель Танжера и Сеуты Али ибн Хаммуд ан-Насир, который считал, что его род происходит от пророка. В 1016 году он при поддержке сакалиба захватил Кордову, убил Сулеймана и был провозглашён новым халифом.